# Герб Гусарки
Герб Гуса́рки затверджений 1 грудня 2005 р. рішенням N1 18 сесії Гусарківської сільської ради IV скликання. Герб є промовистим.

## Опис
У срібному полі гусар у червоному однострої на коні. У зеленій главі — срібна гармата, на якій сидить срібний птах гамаюн, що супроводжується у верхній правій частині і у нижній лівій чотирма золотими чотирипроменевими зірками — по дві у вигляді перев'язу зліва. Щит обрамований декоративним картушем і увінчаний золотою сільською короною.

## Значення символів
Гусар символізує назву села, червоний колір форми — символ найвищої підготовки війська. Срібло символізує смоленський герб, оскільки саме звідти прибули перші поселенці. Гармата і гамаюн — поєднання символів захисту і щастя. Зелений колір глави — знак степу. Чотири зірки — села Гусарка, Більманка, Гайчул (нині — Новоукраїнка), Темрюк (Старченкове), що засновані смоленськими переселенцями.